# 呉教育隊
呉教育隊（、略称：呉教（）、英称：Recruit Training Center Kure、英略称：K-TC）とは、海上自衛隊の教育隊である。

## 沿革

### 開隊以前
- 1889年（明治22年）
  - 7月1日：大日本帝国海軍呉鎮守府海兵団を開設[1]。
- 1896年（明治29年）
  - 3月26日：同隊を呉海兵団と改称[1]。
- 1954年（昭和29年）
  - 7月1日：海上自衛隊が発足[1]。

### 開隊以後
- 1956年（昭和31年）
  - 1月16日：呉練習隊を呉地方隊隷下に新編[注 1]。
- 1957年（昭和32年）
  - 3月18日：同隊が呉海兵団跡地へ移転[1]。
  - 5月10日：同隊が呉教育隊と改称[1]。
- 2023年（令和5年）
  - 4月7日：従来、佐世保と横須賀のみであった女性の新入隊員の受け入れを呉教育隊でも開始[5]。

## 部隊編成
- 総務科
- 厚生科
- 補給科
- 教育部
  - 教務室
  - 体育陸上警備教官室
  - 教官室

## 旧海軍 呉海兵団 第一兵舎
敷地内の芝地に、旧海軍 呉海兵団 第一兵舎の正門付近の遺構が残されている。明治22年(1889年)に竣工した赤レンガ造り2階建ての建物で、呉海兵団の新兵教育のための兵舎として使用された。戦後は一部が呉練習隊、呉教育隊の隊舎史料館として使用されていたが、平成16年(2004年)の台風により屋根が吹き飛び、平成20年(2008年)に解体され、正門の周囲のみが遺構として保存されている。